# 西野志海
西野 志海（にしの もとみ、1990年7月11日 - ）は、元北海道テレビ放送、元テレビ東京のアナウンサー。

## 来歴
沖縄県那覇市出身。テレビ朝日アスクに通いBS朝日『News Access』に出演した。日本女子大学文学部日本文学科卒業。
2013年4月北海道テレビ放送入社。同期入社のアナウンサーは高橋春花、室岡里美。自己紹介で、自分の名前は両親が「海」の文字を好み、大きな夢を持って育つことを込めたと語る。2014年4月27日に、札幌ドームで日本ハム・ロッテ戦の始球式に登板した。同年12月、「第13回ANNアナウンサー賞」最優秀新人賞を受賞した。2016年5月27日で『イチオシ!』を降板。6月、フィールドキャスターとして取材した「子どもが多いほど保育料が値上がりした問題」が「第53回ギャラクシー賞」報道活動部門優秀賞を受賞した。6月16日、ブログで退職を発表。7月1日にテレビ東京へアナウンサーとして入社する。他局からのアナウンサー採用は、2009年の板垣龍佑以来約7年ぶりで、テレビ東京では片渕茜、原田修佑（2022年7月31日退社）、福田典子（元RKB毎日放送）が同期となる。7月10日に『第24回参院選『池上彰の参院選ライブ』』に出演した。2020年3月より、森田京之介の後任としてニューヨーク支局へ赴任する。新型コロナウイルス感染症対策（ニューヨーク市からの要請）のため、アパートで2週間の自宅待機を強いられた。3月18日より、『モーニングサテライト』のニューヨークキャスターとして出演を開始した。2022年6月6日で退社した。
2024年4月19日、自身のInstagramを更新し、アトランタに在住して他業種に就いていることを公表。テレビ東京を退社した理由については「私の体調管理が至らず、声の不調で退職することになった」とコメントしている。休業中の2023年10月に男児を出産した。

## 過去の出演番組

### テレビ東京
- TXN NEWS（不定期）
- 日経プラス10サタデー ニュースの疑問（BSテレビ東京、サブキャスター、2017年4月1日 - ）
- ニュースモーニングサテライト（月曜〜金曜日担当、2017年9月25日 - 2022年4月）
  - 2018年のテレビ東京系深夜ドラマ『インベスターZ』に、この番組風のキャスター役で出演。
- 突撃!しあわせ買取隊（アシスタント、2018年10月11日 - 2019年3月7日）
- BSニュース 日経プラス10（BSテレビ東京 、サブキャスター（月）、2019年4月1日 - ）
- 第24回参院選『池上彰の参院選ライブ』（2016年7月10日）
- ワールドビジネスサテライト 「トレンドたまご」相内優香の代打出演（2016年7月21日・22日）[18]
- 独占生中継!第39回隅田川花火大会 墨田グラウンド中継（2016年7月30日）
- ゆうがたサテライト（初だしっ!コーナー、水・木・金、2016年11月8日-2017年10月28日[19]）
- 日曜ビッグバラエティ「世界の仰天!健康法23連発“何でそれ効くの?”」 進行（2016年12月11日）
- 日経FTサタデー9（BSジャパン、サブキャスター、2016年10月1日 - 2017年3月25日）
- 今から、西野アナが行きますんで～孤独な美女を歌で励まします～（2017年4月2日-7月9日、4月と7月日曜22:48 - 22:54、同年5月と6月水曜22:48 - 22:54）
- 今から、西野アナが行きますんで～頑張る美女を歌で励まします～（2017年9月3日-2018年2月26日、木曜1:30 - 1:35=水曜深夜）[20]
- BSニュース 日経プラス10（BSジャパン、サブキャスター・水原恵理のメインキャスター代打出演、2017年5月8日）

### 北海道テレビ放送
- イチオシ!モーニング ニュースコーナー（水・木曜日担当）
- イチオシ! フィールドキャスター
- HTBニュース（不定期）
- アナちゃん（不定期）
- キラキラ ナレーション（不定期）
- HTBノンフィクション ナレーション（不定期）
- 北海道 朝まで生討論 司会
- あなたとHTB キャスター（森さやかの代理）[21]